# El Mu
El Mu és una muntanya de 718 metres que es troba entre els municipis d'Alòs de Balaguer i de Camarasa, a la comarca catalana de la Noguera.

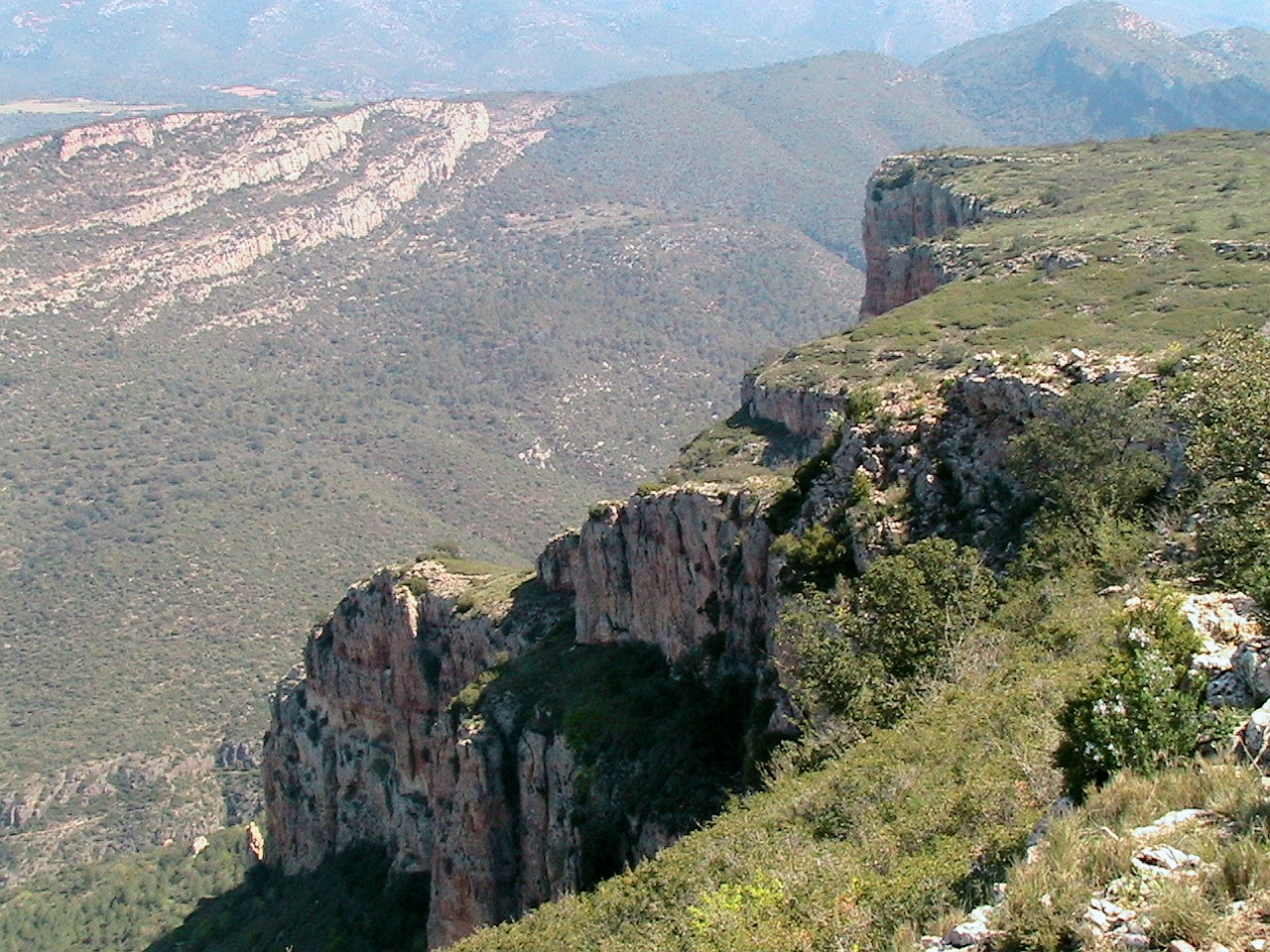
El Mu acaba amb uns redreçats cingles sobre la gorja del Segre